# 鹿戸明
鹿戸 明（しかと あきら、1943年12月14日 - ）は、北海道沙流郡門別町（現・日高町）出身（樺太生まれ）の元騎手・元調教師。
実兄の幸治も元騎手・元調教師であった。
親戚に元騎手・現調教師の鹿戸雄一がいる。

## 来歴
樺太で生まれるが、太平洋戦争終戦後に門別へ移住。中学校卒業後の1959年に近所の牧場の仲介で京都・小川佐助調教師を紹介され、騎手見習として入門。1960年に馬事公苑騎手養成所に長期講習生として入所し、1962年には騎手見習として京都の小川厩舎に戻り、1964年に騎手免許を取得。小川厩舎の所属騎手としてデビューし、同期には大崎昭一、清水出美、安田伊佐夫、久保敏文などがいる。1年目の同年は3月22日の阪神第2競走4歳以上20万下・スカイホース（8頭中5着）で初騎乗を果たし、5月30日の阪神第10競走5歳以上100万下・シヤチニシキで初勝利を挙げる。同年は9勝（平地8勝, 障害1勝）をマークし、2年目の1965年には初の2桁となる16勝（平地15勝, 障害1勝）を挙げる。同年から1967年まで3年連続、1969年から1975年までは7年連続2桁勝利をマーク。1970年からは平地に専念し、初の20勝台となる24勝を挙げ、1971年には10月10日のデイリー杯3歳S・フクリュウヒカリで重賞初制覇。7日後の同17日にはタマツバキ記念（秋）・クインメガミで早くも重賞2勝目を挙げ、重賞初制覇から2勝目までの間隔は7日で武豊・角田晃一に並ぶ。1972年は自己最多の27勝を挙げるが、以降は10勝台に落ち着く。1975年は第16回宝塚記念で伏兵モアーキャッスルに騎乗し、ナオキの逃げ切り許すも、同年の天皇賞（春）3着馬で福永洋一騎乗のニホンピロセダンをハナ差抑えての2着に導く。同年からはテンポイントの主戦騎手として活躍し、3連勝で阪神3歳Sを制し、5年ぶりの重賞制覇がGI級レース初制覇となる。テンポイントには落馬負傷で断念し、武邦彦が代打騎乗した1976年の東京優駿を除き、18戦中17戦に騎乗。1976年は落馬もあって5勝に終わるが、5勝中2勝はテンポイントで挙げたもので、2勝は共に重賞であった。寺山修司は「鹿戸明は、成績不振だが、なぜかテンポイントに乗った時だけは別人のようだった。」と振り返っている。関東滞在時は管理や調教を厩務員の山田幸守と共に任され、1月31日の東京第4競走4歳新馬で石栗龍雄厩舎のタイエンジェルに騎乗。タイエンジェルは5番人気で6着に敗れるが、1番人気で楽勝したのは後にテンポイントのライバルとなるトウショウボーイ、4着もこれまた後のライバルでTTGを形成するグリーングラスであった。さらにこのレースには後にトウショウボーイとの間でミスターシービーを産むシービークインも出走して5着に入っており、「伝説の新馬戦」としてしばしば語られる。1977年は2年ぶりの2桁となる16勝を挙げるが、16勝中6勝はテンポイントで、6勝中5勝はGI級レース2勝を含む重賞でのものであった。同年から1982年まで6年連続2桁をマークし、1979年には実弟の幸治が管理するエンペラーエースで函館記念を制覇。1978年にはテンポイントと同じ高田久成オーナー所有で、石栗が管理するプリテイキャストに騎乗。オープンでは前年秋の天皇賞馬ホクトボーイの4着、エリザベス女王杯ではキタノカチドキの妹リードスワローの4着に入る。1980年にはテンポイントの全弟に当たるキングスポイントの主戦騎手を務め、障害転向後の1982年には京都大賞典で約2年ぶりに手綱を執り10着。天皇賞（秋）はメジロティターンの8着に敗れるが、11番人気で1番人気のサンエイソロンに先着した。1983年は7年ぶりの1桁で5勝に終わり、エリザベス女王杯・ケイアイエンジェルが最後の重賞騎乗となった。1984年は2月12日の京都第12競走5歳以上400万下・ロイヤルフェローが最後の勝利、同馬に騎乗した同26日の阪神第12競走5歳以上800万下が最終騎乗（12頭中3着）となった。同年引退。
引退後は1984年に調教師免許を取得し、1986年に開業。1年目の同年は3月2日の阪神第9競走洲本特別・ワイルドリバー（14頭中2着）で管理馬初出走を果たし、延べ4頭目の出走となった同9日の阪神第4競走4歳新馬・ビッグドリームで初勝利を挙げる。同年には勝利を目指して来た関東馬のドウカンヤシマが転厩し、初戦の朝日チャレンジCで逃げて後方から追い上げるライフタテヤマをクビ差退けて重賞5勝目を挙げた。鹿戸は開業後の重賞初出走初制覇ともなったが、大塚栄三郎から乗り替わった清水英次は「なんとか粘り切ったが凄い馬だね」と振り返っている。その後はGI初出走となった天皇賞（秋）や福島記念に出走したがいずれも勝利することはできず、1987年は始動戦の金杯（西）でトップハンデ58.5kgながら逃げ切り重賞6勝目となった。3歳時の京成杯3歳Sから6年連続重賞勝利となり、それまでスピードシンボリが保持していた5年連続重賞勝利を上回る史上最長記録となった。さらに、東西の金杯を両方勝利したことも史上初であった。開業後しばらくは1桁が続いていたが、1991年から1997年まで7年連続、1999年から2001年まで3年連続で2桁勝利をマーク。1994年には菊地昇吾に所属騎手としてデビューし、1996年には菊地の活躍もあって自己最多の24勝をマーク。1997年からはテイエムメガトンがダート戦線で活躍し、菊地とのコンビでグランシャリオカップ・ダービーグランプリを制す。テイエムの冠名で知られる竹園正繼の所有馬が多く、2000年代には障害重賞で活躍するテイエムトッパズレ・テイエムエースなどを管理。2008年には7年ぶりで最後の2桁となる10勝をマークするが、2013年は菊花賞・ヤマイチパートナーが最後のGI出走、ラジオNIKKEI杯2歳S・テイエムナデューラが最後の重賞出走となり、12月23日の阪神第4競走障害3歳以上未勝利・ビコーピリラニが最後の勝利となった。引退日の2014年2月23日は京都で1鞍、小倉で1鞍出走させ、京都第1競走3歳未勝利・テイエムファラオは16頭中14着、引退レースの小倉第4競走3歳未勝利・キタサンゲッコウは15頭中12着であった。同年引退。

## 騎手成績
| 通算成績 | 1着 | 2着 | 3着 | 騎乗数 | 勝率 | 連対率 |
| -------- | --- | --- | --- | ------ | ---- | ------ |
| 平地     | 280 | 292 | 303 | 2929   | .096 | .195   |
| 障害     | 4   | 8   | 7   | 75     | .053 | .160   |
| 計       | 284 | 300 | 310 | 3004   | .095 | .194   |

|            | 日付           | 競馬場・開催  | 競走名         | 馬名             | 頭数 | 人気 | 着順 |
| ---------- | -------------- | ------------- | -------------- | ---------------- | ---- | ---- | ---- |
| 初騎乗     | 1964年3月22日  | 1回阪神3日2R  | 4歳以上20万下  | スカイホース     | 8頭  | 7    | 5着  |
| 初勝利     | 1964年5月30日  | 2回阪神5日10R | 5歳以上100万下 | シヤチニシキ     | 8頭  | 3    | 1着  |
| 重賞初騎乗 | 1965年1月17日  | 1回京都8日11R | 日本経済新春杯 | イサムマン       | 10頭 | 7    | 2着  |
| 重賞初勝利 | 1971年10月10日 | 4回阪神8日9R  | デイリー杯3歳S | フクリュウヒカリ | 18頭 | 7    | 1着  |
| GI級初騎乗 | 1969年12月14日 | 4回阪神4日10R | 阪神3歳S       | ナポリ           | 15頭 | 15   | 14着 |
| GI級初勝利 | 1975年12月7日  | 5回阪神4日9R  | 阪神3歳S       | テンポイント     | 11頭 | 1    | 1着  |

### 主な重賞勝利
太字は八大競走を含むGI級レース。
- フクリュウヒカリ（1971年デイリー杯3歳ステークス）
- クインメグミ（1971年タマツバキ記念 (秋)）
- テンポイント（1975年阪神3歳ステークス、1976年東京4歳ステークス・スプリングステークス、1977年京都記念 (春)・鳴尾記念・天皇賞 (春)・京都大賞典・有馬記念）
- センターグッド（1977年阪急杯）
- エンペラーエース（1979年函館記念）
- タマムソウ（1980年タマツバキ記念 (秋)）

## 調教師成績
|                    | 日付           | 競馬場・開催  | 競走名          | 馬名           | 頭数 | 人気 | 着順 |
| ------------------ | -------------- | ------------- | --------------- | -------------- | ---- | ---- | ---- |
| 初出走             | 1986年3月2日   | 1回阪神4日9R  | 洲本特別        | ワイルドリバー | 14頭 | 9    | 2着  |
| 初勝利             | 1986年3月9日   | 1回阪神6日4R  | 4歳新馬         | ビッグドリーム | 14頭 | 4    | 1着  |
| 重賞初出走・初勝利 | 1986年9月14日  | 4回阪神4日11R | 朝日チャレンジC | ドウカンヤシマ | 7頭  | 3    | 1着  |
| GI初出走           | 1986年10月26日 | 4回東京8日10R | 天皇賞（秋）    | ドウカンヤシマ | 16頭 | 13   | 8着  |

### 主な管理馬
太字はGIレース。
斜体はダートグレード競走。
- ドウカンヤシマ（1986年朝日チャレンジカップ、1987年金杯 (西)）
- テイエムメガトン（1997年グランシャリオカップ・ダービーグランプリ）
- テイエムダイオー（2000年京都ハイジャンプ・阪神ジャンプステークス）
- テイエムトッパズレ（2008年京都ハイジャンプ、2009年京都ジャンプステークス・東京ハイジャンプ）
- テイエムエース（2008年東京ハイジャンプ）
- テイエムハエンカゼ（2011年たんぽぽ賞）

## 主な厩舎所属者
※太字は門下生。括弧内は厩舎所属期間と所属中の職分。
- 菊地昇吾（1994年-1999年 騎手）
- 佐久間寛志（2003年-2007年 騎手）
- 芹沢純一（2012年-2014年 調教助手）